# Robert Downey Jr.
Robert John Downey, Jr. (født 4. april 1965 i New York City, New York, USA) er en amerikansk
skuespiller. Han tillhørte 1980'ernes Brat Pack i film. Han gjorde sit gennembrud i filmen Chaplin fra 1992, hvor han spillede titelrollen. Downey har de sidste år medvirket i to succesrige film, Kiss Kiss Bang Bang og Good Night, and Good Luck, efter flere år med næsten bare B-film. Siden hen blev han aktuel i hovedrollen som Tony Stark/Iron Man i Iron Man-filmene, og har desuden medvirket i samme rolle i Avengers-filmene. Han spillede rollen som Sherlock Holmes i de Sherlock Holmes og Sherlock Holmes: Skyggespillet.
Rover Downey Jr. vandt 11 Marts 2024 en Oscar for sin rolle i filmen Oppenheimer. 

## Filmografi & Priser

### Film
| År   | Film                                                   | Rolle                     | Noter                           |
| ---- | ------------------------------------------------------ | ------------------------- | ------------------------------- |
| 1970 | Pound                                                  | en hvalp                  | Instrueret af Robert Downey Sr. |
| 1972 | Greaser's Palace                                       | ikke krediteret           | Instrueret af Robert Downey Sr. |
| 1975 | Moment to Moment                                       | ikke krediteret           | Instrueret af Robert Downey Sr. |
| 1980 | Up the Academy                                         | Caleb Yoon                | Instrueret af Robert Downey Sr. |
| 1983 | Baby It's You                                          | Stewart                   |                                 |
| 1984 | Firstborn                                              | Lee                       |                                 |
| 1985 | Deadwait                                               |                           | kortfilm                        |
| 1985 | Tuff Turf                                              | Jimmy Parker              |                                 |
| 1985 | Weird Science                                          | Ian                       |                                 |
| 1986 | Back to School                                         | Derek                     |                                 |
| 1986 | America                                                | Paulie Hackley            |                                 |
| 1987 | The Pick-up Artist                                     | Jack Jericho              |                                 |
| 1987 | Less Than Zero                                         | Julian Wells              |                                 |
| 1988 | Johnny Be Good                                         | Leo Wiggins               |                                 |
| 1988 | Rented Lips                                            | Wolf Dangler              |                                 |
| 1988 | 1969                                                   | Ralp Carr                 |                                 |
| 1989 | That's Adequate                                        | Albert Einstein           |                                 |
| 1989 | True Believer                                          | Roger Baron               |                                 |
| 1989 | Chances Are                                            | Alex Finch                |                                 |
| 1990 | Air America                                            | Billy Covington           |                                 |
| 1991 | Too Much Sun                                           | Reed Richmond             |                                 |
| 1991 | Soapdish                                               | David Seton Barnes        |                                 |
| 1992 | Chaplin                                                | Charlie Chaplin           |                                 |
| 1993 | Luck, Trust & Ketchup: Robert Altman in Carver Country |                           | dokumentar                      |
| 1993 | Heart and Souls                                        | Thomas Reilly             |                                 |
| 1993 | The Last Party                                         | Sig selv                  | dokumentar skrevet af Downey    |
| 1993 | Short Cuts                                             | Bill Bush                 |                                 |
| 1994 | Hail Caesar                                            | Jerry                     |                                 |
| 1994 | A Century of Cinema                                    |                           | dokumentar                      |
| 1994 | Natural Born Killers                                   | Wayne Gale                | Instrueret af Oliver Stone      |
| 1994 | Only You                                               | Peter Wright, alias Damon |                                 |
| 1995 | Richard III                                            | Lord Rivers               |                                 |
| 1995 | Home for the Holidays                                  | Tommy Larson              |                                 |
| 1995 | Restoration                                            | Robert Merivel            |                                 |
| 1995 | Mr. Willowby's Christmas Tree                          | Mr. Willowby              | Tv-film                         |
| 1997 | Danger Zone                                            | Jim Scott                 |                                 |
| 1997 | One Night Stand                                        | Charlie                   |                                 |
| 1997 | Two Girls and a Guy                                    | Blake Allen               |                                 |
| 1997 | Hugo Pool                                              | Franz Mazur               |                                 |
| 1998 | The Gingerbread Man                                    | Clyde Pell                |                                 |
| 1998 | U.S. Marshals                                          | Special Agent John Royce  |                                 |
| 1999 | In Dreams                                              | Vivian Thompson           |                                 |
| 1999 | Friends & Lovers                                       | Hans                      |                                 |
| 1999 | Bowfinger                                              | Jerry Renfro              |                                 |
| 1999 | Black and White                                        | Terry Donager             |                                 |
| 2000 | Wonder Boys                                            | Terry Crabtree            |                                 |
| 2000 | Auto Motives                                           | Rob                       | kortfilm                        |
| 2001 | Last Party 2000                                        |                           | dokumentar                      |
| 2002 | Lethargy                                               | Animal therapist          | kortfilm                        |
| 2003 | Whatever We Do                                         | Bobby                     | kortfilm                        |
| 2003 | The Singing Detective                                  | Dan Dark                  |                                 |
| 2003 | Charlie: The Life and Art of Charles Chaplin           |                           | dokumentar                      |
| 2003 | Gothika                                                | Pete Graham               |                                 |
| 2004 | Eros (segment "Equilibrium")                           | Nick Penrose              |                                 |
| 2005 | Game 6                                                 | Steven Schwimmer          |                                 |
| 2005 | The Outsider                                           | Sig selv                  | dokumentar                      |
| 2005 | Kiss Kiss Bang Bang                                    | Harry Lockhart            |                                 |
| 2005 | Good Night, and Good Luck                              | Joe Wershba               |                                 |
| 2005 | Hubert Selby Jr: It/ll Be Better Tomorrow              | Fortæller                 | dokumentar                      |
| 2006 | The Shaggy Dog                                         | Dr. Kozak                 |                                 |
| 2006 | A Scanner Darkly                                       | James Barris              |                                 |
| 2006 | A Guide to Recognizing Your Saints                     | Dito Montiel              |                                 |
| 2006 | Fur: An Imaginary Portrait of Diane Arbus              | Lionel Sweeney            |                                 |
| 2007 | Zodiac                                                 | Paul Avery                |                                 |
| 2007 | Lucky You                                              | Telephone Jack            |                                 |
| 2008 | Charlie Bartlett                                       | Principal Gardner         |                                 |
| 2008 | Iron Man                                               | Tony Stark/Iron Man       |                                 |
| 2008 | The Incredible Hulk                                    | Tony Stark                | cameo                           |
| 2008 | Tropic Thunder                                         | Kirk Lazarus              |                                 |
| 2008 | Solisten                                               | Steve Lopez               |                                 |
| 2009 | Sherlock Holmes                                        | Sherlock Holmes           |                                 |
| 2010 | Iron Man 2                                             | Tony Stark/Iron Man       |                                 |
| 2010 | Due Date                                               | Peter Highman             |                                 |
| 2011 | Sherlock Holmes 2: Skyggespillet                       | Sherlock Holmes           |                                 |
| 2012 | The Avengers                                           | Tony Stark/Iron Man       |                                 |
| 2013 | Iron Man 3                                             | Tony Stark/Iron Man       |                                 |
| 2015 | Avengers: Age of Ultron                                | Tony Stark/Iron Man       |                                 |
| 2016 | Captain America: Civil War                             | Tony Stark/Iron Man       |                                 |
| 2017 | Spider-Man: Homecoming                                 | Tony Stark/Iron Man       |                                 |
| 2018 | Avengers: Infinity War                                 | Tony Stark/Iron Man       |                                 |
| 2019 | Avengers: Endgame                                      | Tony Stark/Iron Man       |                                 |
| 2020 | Dolittle                                               | Doctor Dolittle           |                                 |

### Priser
Robert Downey jr. vandt en Oscar i 2024 for hans rolle i 'Oppenheimer'.

### Fjernsyn
| År        | Show                | Rolle                 | Noter                                   |
| --------- | ------------------- | --------------------- | --------------------------------------- |
| 1985-1986 | Saturday Night Live |                       | 18 episoder                             |
| 2000-2002 | Ally McBeal         | Larry Paul            | 15 episoder                             |
| 2005      | Family Guy          | Patrick Pewterschmidt | stemme, episode "The Fat Guy Strangler" |

## Diskografi

### Studiealbum
- The Futurist (2004)

### Soundtrack-optræden
| År   | Sang                       | Soundtrack                                               | Noter             |
| ---- | -------------------------- | -------------------------------------------------------- | ----------------- |
| 1992 | "Smile"                    | Chaplin OST                                              | On The Futurist   |
| 1993 | "The Star-Spangled Banner" | Heart and Souls OST                                      | Med B.B. King     |
| 2000 | "White Christmas"          | Ally McBeal: A Very Ally Christmas                       | Med Vonda Shepard |
| 2000 | "River"                    | Ally McBeal: A Very Ally Christmas                       |                   |
| 2001 | "Every Breath You Take"    | Ally McBeal: For Once in My Life featuring Vonda Shepard | Med Sting         |
| 2001 | "Chances Are"              | Ally McBeal: For Once in My Life featuring Vonda Shepard | Med Vonda Shepard |
| 2001 | "Snakes"                   | Ally McBeal: For Once in My Life featuring Vonda Shepard |                   |
| 2003 | "In My Dreams"             | The Singing Detective OST                                |                   |
| 2005 | "Broken"                   | Kiss Kiss Bang Bang OST                                  | På The Futurist   |